# Juan Carlos Leguizamón
Juan Carlos Leguizamón (Leales, Tucumán - San Miguel de Tucumán, Tucumán, 29 de octubre de 2010) fue un futbolista argentino que jugaba como delantero.

## Trayectoria

### San Fernando
Leguizamón debutó en San Fernando, equipo de donde era oriundo. Su destacada actuación en el equipo de Leales llamó la atención de los clubes más importantes de Tucumán.

### Atlético Tucumán
En 1975 se mudó a San Miguel de Tucumán, para sumarse a Atlético Tucumán y en su primer año se consagró campeón tucumano. Con el decano se coronó tricampeón de la Liga Tucumana en 1977, 1978 y 1979. Su rendimiento más alto fue en los campeonatos nacionales de 1978 y 1979, en este último llegando hasta la semifinal del torneo.

### Atlético Concepción
Luego de su paso por Atlético Tucumán, llegó a Atlético Concepción en 1980. Con el equipo bandeño consiguió la clasificación al Campeonato Nacional, por primera vez en su historia. También disputó el Nacional 1982 y después del certamen se retiró del fútbol.

## Clubes
| Club                | País      |
| ------------------- | --------- |
| San Fernando        | Argentina |
| Atlético Tucumán    | Argentina |
| Atlético Concepción | Argentina |

## Palmarés
| Título        | Equipo           | País      | Año  |
| ------------- | ---------------- | --------- | ---- |
| Liga Tucumana | Atlético Tucumán | Argentina | 1975 |
| Liga Tucumana | Atlético Tucumán | Argentina | 1977 |
| Liga Tucumana | Atlético Tucumán | Argentina | 1978 |
| Liga Tucumana | Atlético Tucumán | Argentina | 1979 |